# 亚喀巴湾
亚喀巴湾（羅馬化：Khalyj al-'Aqabah），也称埃拉特湾（希伯來語：מפרץ אילת），是红海的一个大海湾，位于紅海北端的西奈半岛以东，阿拉伯大陆以西。其海岸線分屬四個國家：埃及、以色列、约旦和沙地阿拉伯。
西奈半岛在红海北部形成了两个海湾，亚喀巴湾在其东方，而苏伊士湾则在其西方。亚喀巴湾最宽处宽24公里，从蒂朗海峡向北延绵160公里至以色列与埃及和约旦的边界，这里有三个重要城市：埃及的塔巴、以色列的埃拉特和约旦的亚喀巴，都是战略上重要的经济港口和驰名的渡假胜地。1950年代以阿衝突之際，沙烏地阿拉伯將亚喀巴湾的蒂朗和塞納菲爾2座無人島托付埃及保護，2016年計畫將這2座島歸還給沙國。
亚喀巴湾也是东非大裂谷的一部分，最深處位於海灣的中央，有1850米深，比更寬闊的苏伊士湾還要深100米。

## 历史

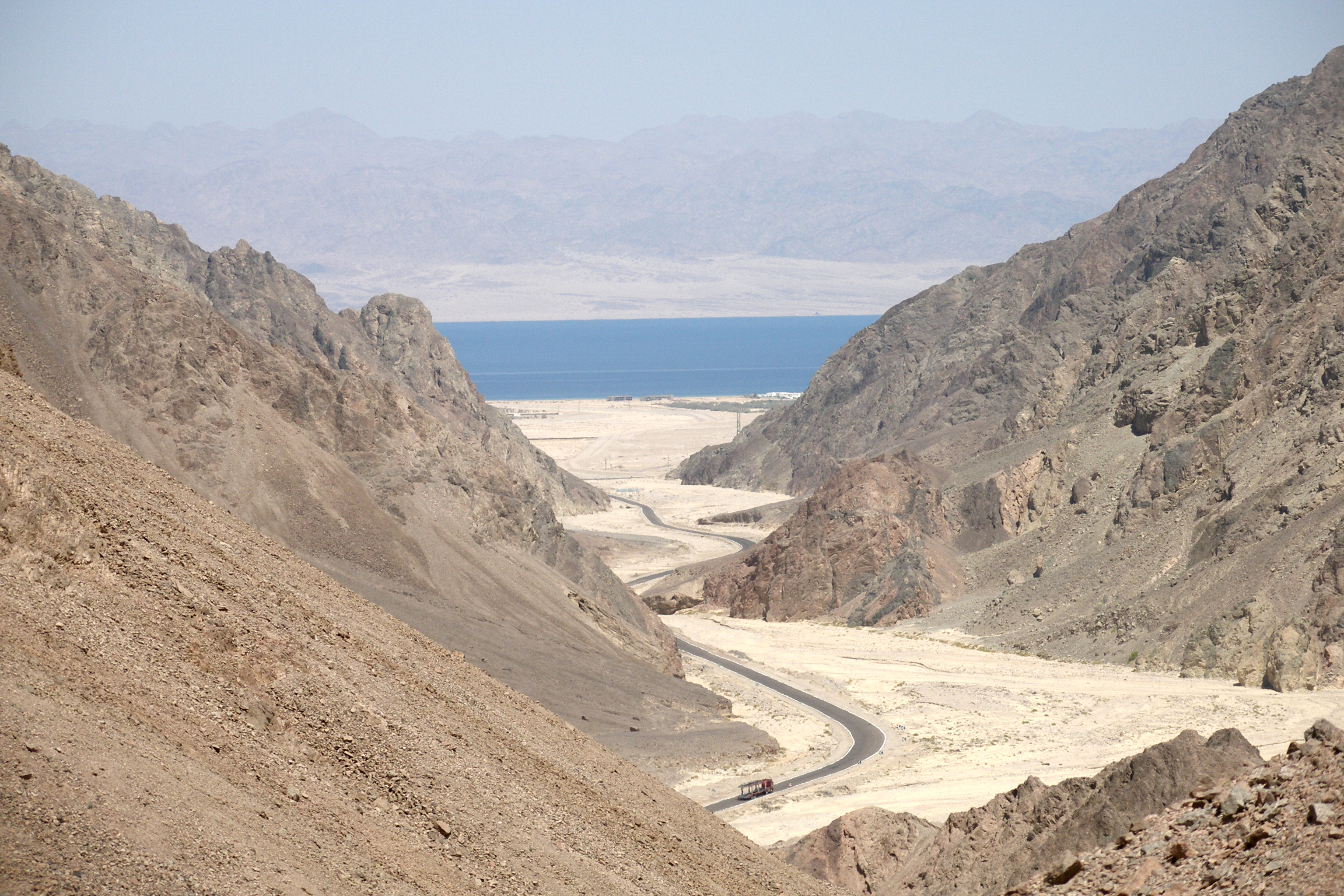
亞喀巴灣的景色

早在埃及第四王朝的文献，便记载有从底比斯的以琳到红海湾的海角埃拉特之间的贸易路线。第五王朝、第六王朝、第八王朝、第十二王朝以及第十八王朝都有派人横穿红海到朋特之地探索的记录，其中第十八王朝的哈特谢普苏特建造了一支舰队，以经六个月的行程到朋特之地进行贸易。底比斯用征服得来的努比亚黄金和奴隶前往南方的库施进行贸易，换来乳香、没药、沥青、泡碱、杜松油、亚麻及铜制饰品等，用来在卡纳克制作木乃伊。埃及人在红海湾海角的居民点可追溯至第十八王朝时期。
位于海湾最北端的古城艾依拉（今亞喀巴）是与納巴泰人贸易的节点。罗马人修筑了新图拉真大道，和国王大道在亚喀巴连接，连接了亚、非及黎凡特与红海之间的贸易。
亚喀巴亦曾是奧斯曼土耳其帝國的主要港口，经由汉志铁路连接大马士革及麦地那。在第一次世界大战期间，亚喀巴之战决定性地结束了奧斯曼对大叙利亚地区长达500年的统治。

## 參看
- 南西奈省
- 亚喀巴省
- 焦夫省、塔布克省